# Agathodes designalis
Agathodes designalis là một loài bướm đêm trong họ Crambidae.